# Typ platypeloidalny miednicy
Typ platypeloidalny (płaski) – typ miednicy kobiet, gdzie kształt wchodu miednicy jest eliptyczny, o krótkim i prostym wymiarze wchodu. Przednio-tylny wymiar miednicy jest skrócony przez wąskie wcięcie krzyżowo-kulszowe. Kąt łonowy i dolny odcinek miednicy przypominają zazwyczaj typ ginekoidalny. Miednica właściwa jest dość płytka.